# Aloinopsis orpenii
Aloinopsis  orpenii es una especie de planta suculenta perteneciente a la familia de las aizoáceas. Es originaria de Sudáfrica.

## Descripción
Es una pequeña planta suculenta perennifolia que alcanza un tamaño de hasta 5 cm de altura a una altitud de 1200 - 1500 metros en Sudáfrica.

## Taxonomía
Aloinopsis orpenii fue descrita por (N.E.Br.) L.Bolus y publicado en S. African Gard. 19: 288, 291 1929
Etimología
Aloinopsis: nombre genérico que significa "similar al Aloe"
orpenii: epíteto
Sinonimia
- Nananthus orpenii (N.E.Br.) N.E.Br.
- Mesembryanthemum orpenii N.E.Br. (1921)
- Prepodesma orpenii (N.E.Br.) N.E.Br.
- Rabiea tersa N.E.Br.
- Nananthus tersus (N.E.Br.) G.D.Rowley[3]